# STS-115
STS-115 (ang. Space Transportation System) – misja promu Atlantis, której celem była rozbudowa Międzynarodowej Stacji Kosmicznej (ISS). Wahadłowiec dostarczył moduły kratownicy P3 i P4 oraz baterie słoneczne, które zostały podłączone do stacji. Był to dwudziesty siódmy lot Atlantisa i jego pierwszy start od blisko czterech lat. Prom przycumował ósmy raz do ISS i czternasty do stacji kosmicznej (sześć razy cumował do rosyjskiej stacji Mir). Wahadłowiec wystartował 9 września 2006 r. o godzinie 15:14:55 UTC (17:14:55 czasu polskiego) i wylądował po dwunastu dniach. Był to dopiero trzeci lot amerykańskiego promu kosmicznego po katastrofie wahadłowca Columbia (pierwsza misja konstrukcyjna ISS od trzech lat). Astronauci przeprowadzili trzy spacery kosmiczne, podczas których zainstalowali dwie nowe baterie słoneczne. Dodatkowo dostarczyli na orbitę i dołączyli do ISS dwa segmenty kratownicy, które umożliwią wózkowi MT poruszanie się na zewnątrz stacji. Była to sto szesnasta misja programu lotów wahadłowców.

## Załoga
źródło
- Brent Jett (4)*, dowódca (NASA / USA)
- Christopher Ferguson (1), pilot (NASA / USA)
- Steven MacLean (2), specjalista misji (MS-1) (CSA / Kanada)
- Daniel Burbank (2), specjalista misji (MS-2) (NASA / USA)
- Heidemarie Stefanyshyn-Piper (1), specjalista misji (MS-3) (NASA / USA)
- Joseph Tanner (4), specjalista misji (MS-4) (NASA / USA)

*(liczba w nawiasie oznacza liczbę lotów odbytych przez każdego z astronautów)

## Plan lotu
9 września (15:14:55 UTC) – start z Centrum Lotów Kosmicznych imienia Johna F. Kennedy’ego
11 września (10:48:27 UTC) – dokowanie do Międzynarodowej Stacji Kosmicznej
12 września (09:17-15:43 UTC) – pierwszy spacer kosmiczny
13 września (09:05-16:16 UTC) – drugi spacer kosmiczny
15 września (10:00-16:42 UTC) – trzeci spacer kosmiczny
17 września (12:49:54 UTC) – odłączenie wahadłowca od Międzynarodowej Stacji Kosmicznej
21 września (10:21:30 UTC) – lądowanie w Centrum Lotów Kosmicznych imienia Johna F. Kennedy’ego

## Rzeczywisty przebieg misji

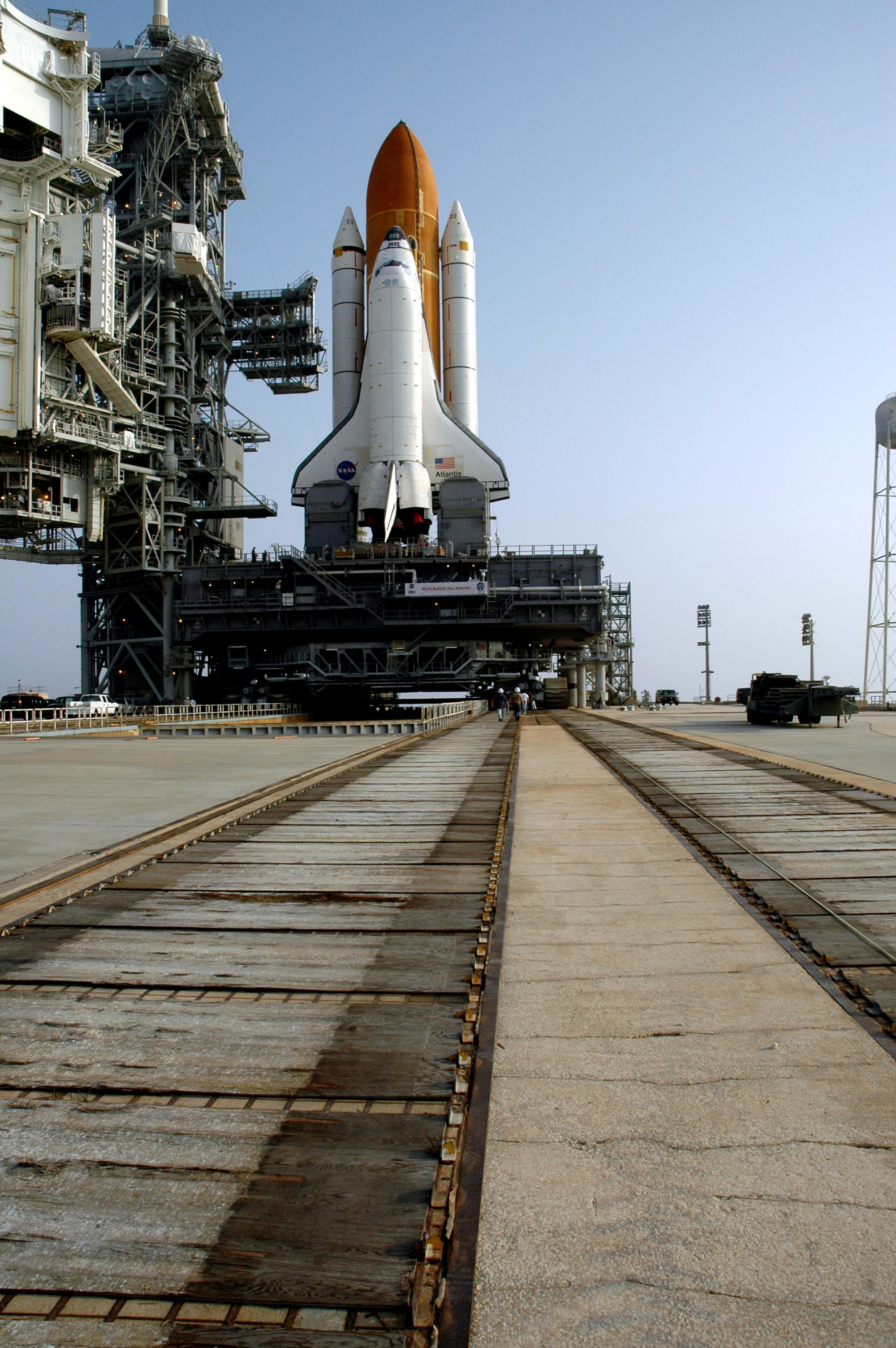
Prom Atlantis na platformie startowej 39-B. 2 sierpnia 2006 roku

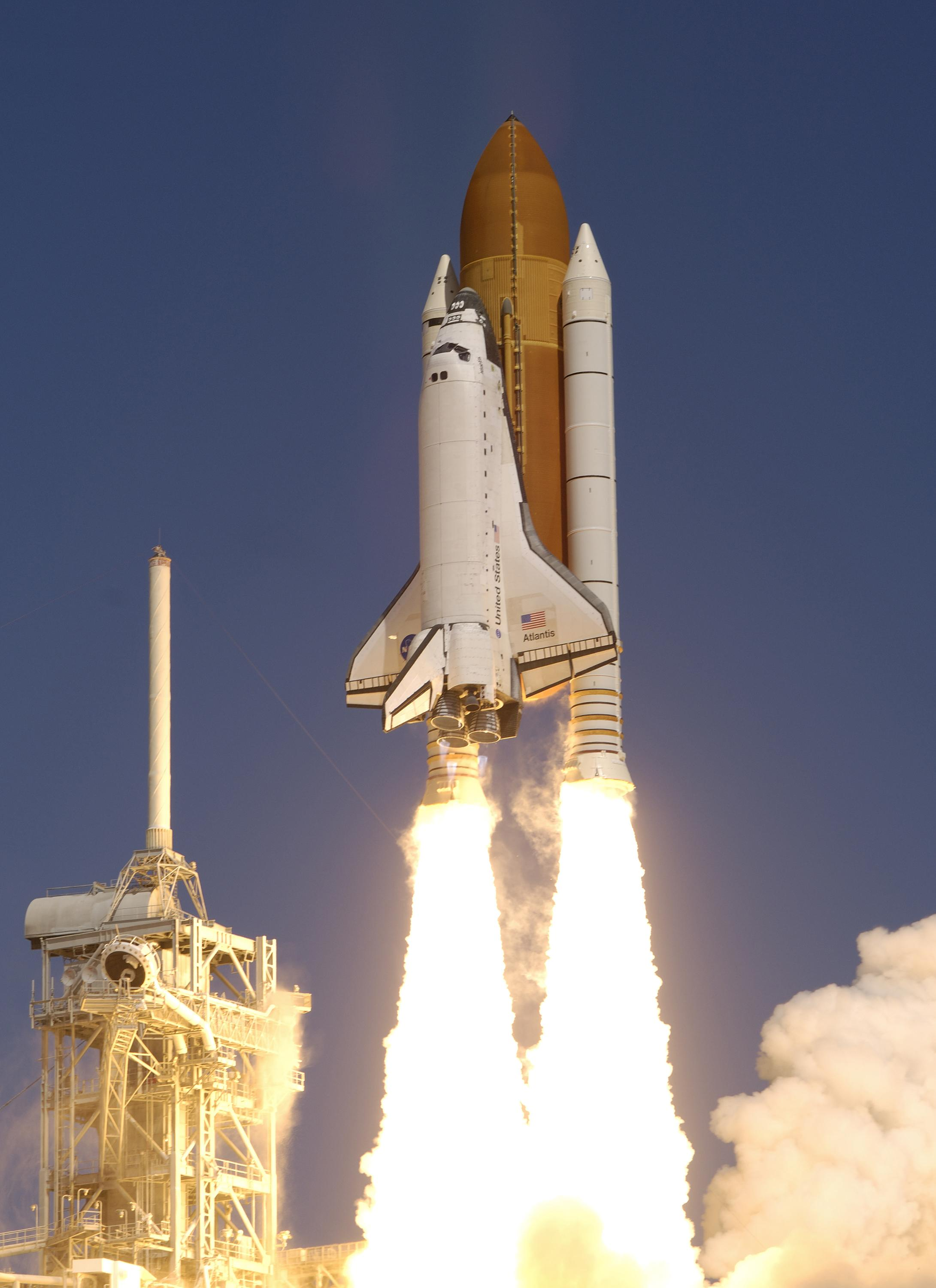
Start Atlantisa 9 września 2006

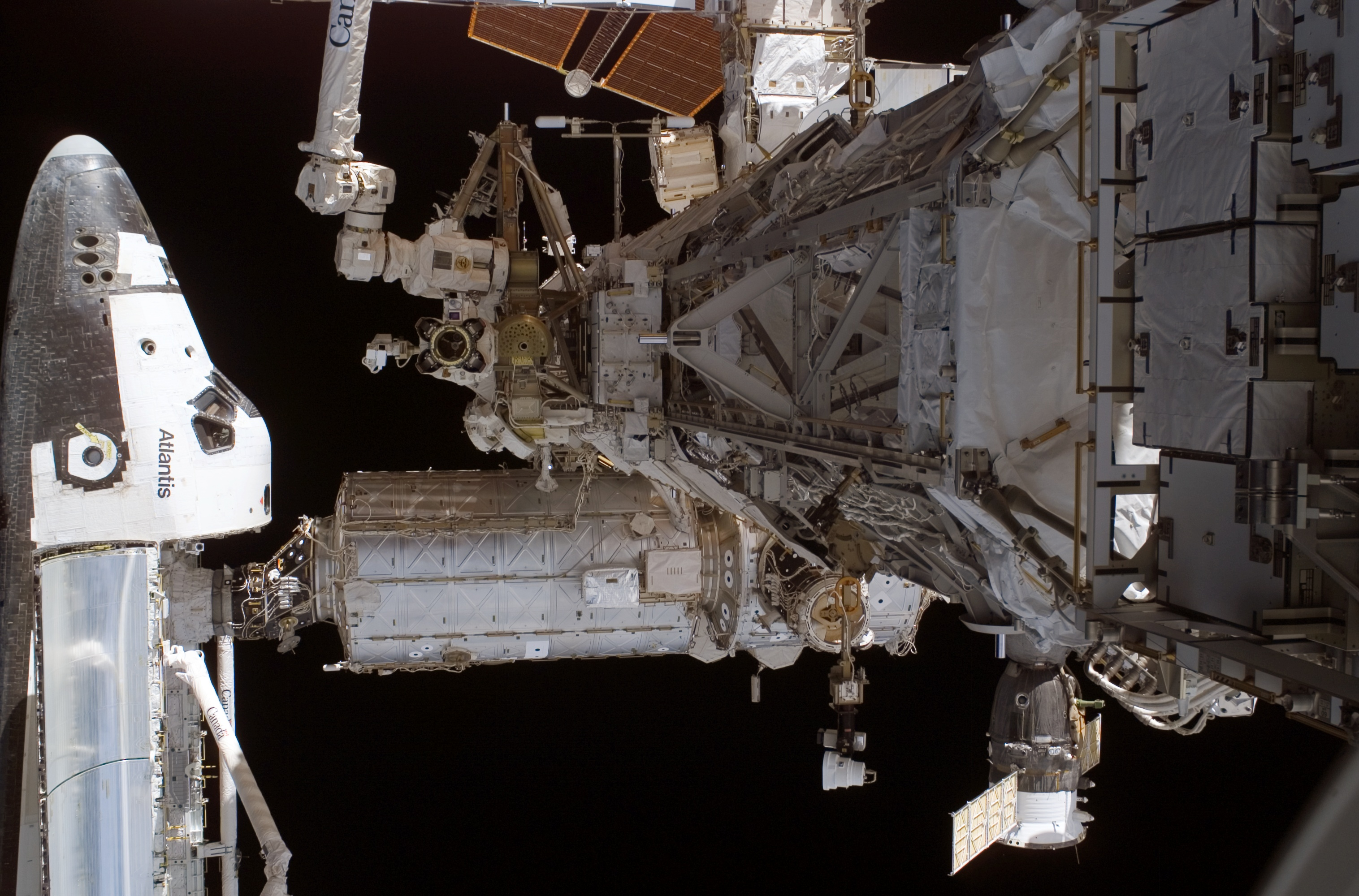
Atlantis dołączony do ISS podczas EVA-1

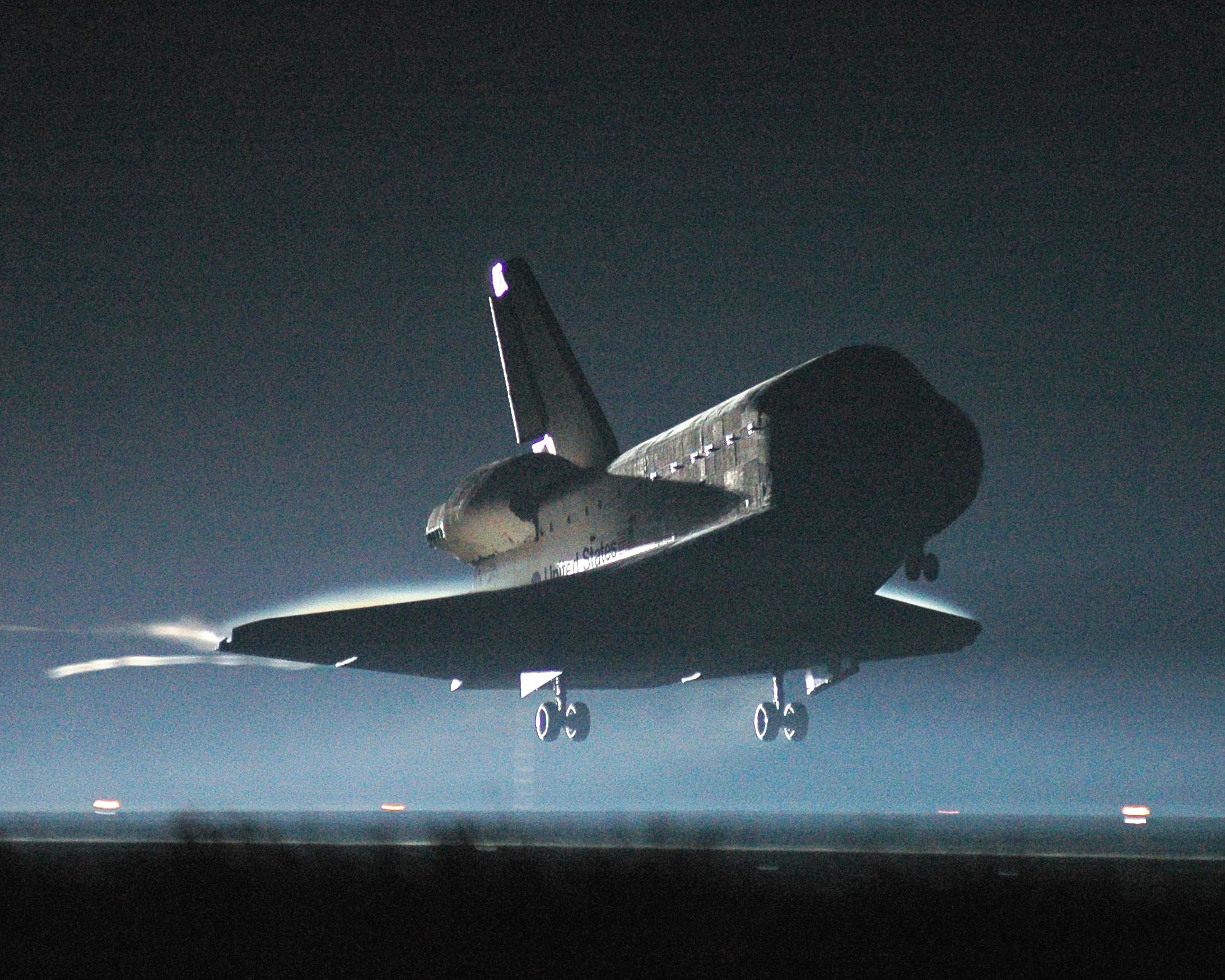
Atlantis ląduje na pasie 33 w Kennedy Space Center

Opracowano na podstawie serwisu Loty kosmiczne
- 2 sierpnia o godz. 12:15 UTC prom został umieszczony na platformie startowej LC39B. Okno startowe dla tej misji będzie trwało od 27 sierpnia do 13 września.
- 25 sierpnia o godz. 4:00 rozpoczęło się odliczanie od stanu T-43.
- 27 sierpnia rano czasu polskiego NASA odroczyła start promu o 24 godziny, z przyczyn atmosferycznych, z 27 na 28 sierpnia.
- 27 sierpnia wieczorem czasu polskiego NASA odroczyła start wahadłowca o przynajmniej 24 godziny, nie podano przyczyny.
- 28 sierpnia o godz. 10:48 UTC w związku ze zbliżającym się huraganem „Ernesto” NASA zadecydowała o przetransportowaniu wahadłowca do VAB. W tej sytuacji wątpliwa wydawała się data startu przed 7 września, a nawet przed 13 września (start po tej dacie wymagałby zmiany zaplanowanego startu Sojuza TMA-9). Kolejne okno startowe otwierało się dopiero w październiku.
- 29 sierpnia o godz. 13:44 UTC zapadła decyzja o powrocie wahadłowca do VAB, o 14:04 ciągnik CT rozpoczął jazdę powrotną.
- 29 sierpnia o godz. 18:45 UTC najnowsza prognoza pogody pokazała, iż podczas przejścia burzy tropikalnej „Ernesto” pogoda będzie w dopuszczalnych normach dla stojącego na wyrzutni wahadłowca. Będący wówczas 2 km od VAB prom został zawrócony w kierunku wyrzutni.
- 30 sierpnia, o godz. 0:45 UTC zestaw startowy znalazł się ponownie na wyrzutni.
- 3 września o godz. 12:00 UTC od stanu T-43h rozpoczęto ponowne odliczanie.
- 6 września o godz. 8:02 UTC z powodu awarii ogniwa paliwowego nr 1 przełożono start o co najmniej 24 godziny.
- 7 września ze względu na zbyt małą ilość czasu na naprawę ogniwa paliwowego start odroczono o kolejne 24 godziny.
- 8 września o godz. 6:49 UTC rozpoczęło się tankowanie materiałów pędnych do ET, które powinno zostać wykonane o 5:45 UTC. Podczas 45 minutowej przerwy w T-9 minut, z powodu awarii znajdującego się w External Tank czujnika ECO-3 start ponownie został przełożony o 24 godziny.
- 9 września wszystkie cztery czujniki ECO działają prawidłowo. Odliczanie trwa, brak jest jakichkolwiek komplikacji, załoga jest już w kabinie orbitera, właz został zamknięty.
- 9 września o 15:14:55 UTC nastąpił start z Centrum Lotów Kosmicznych imienia Johna F. Kennedy'ego.
- 11 września o 10:48 UTC Atlantis połączył się z Międzynarodową Stacją Kosmiczną.
- 12 września o 07:30 UTC rozpoczęto łączenie modułu P3/P4 z modułem P1. Operacja została zakończona po około 90 minutach. O 09:17 UTC rozpoczęła się EVA-1. Astronauci Tanner i Stefanyshyn-Piper w skafandrach EMU wyszli na zewnątrz ISS. Podczas pobytu poza stacją, który trwał prawie 6,5 godziny, oboje pracowali przy zamocowaniu i podłączaniu modułu P3/P4. Program spaceru kosmicznego był realizowany tak sprawnie, że astronauci wykonali dodatkowo kilka czynności przewidzianych podczas EVA-2.
- 13 września 2006 o 09:05 UTC astronauci Burbank i MacLean rozpoczęli EVA-2. Podczas trwającego ponad 7 godzin wyjścia na zewnątrz stacji obaj kontynuowali prace związane z uruchamianiem modułu P3/P4. Poza tym astronauci dodatkowo zrealizowali kilka prac przewidzianych do wykonania podczas EVA-3.
- 14 września 2006 o 09:00 UTC rozpoczęto operację rozwijania pierwszych sekcji paneli baterii słonecznych. Potrwała ona do godziny 12:44 UTC.
- 15 września 2006 o 10:00 UTC Tanner i Stefanyshyn-Piper wyszli na zewnątrz stacji rozpoczynając EVA-3. Przez 6 godzin i 42 minuty dokończyli prace związane z uruchomieniem modułu P3/P4.
- 17 września 2006 o 12:50 UTC wahadłowiec Atlantis odłączył się od Międzynarodowej Stacji Kosmicznej i rozpoczął samodzielny lot. Zanim wahadłowiec oddalił się od stacji dokonał jej oblotu, aby sfotografować elementy zainstalowane podczas ostatnich trzech EVA.
- 18 września 2006 astronauci przeprowadzili dokładną kontrolę stanu powłoki termicznej orbitera.
- 19 września 2006 w pobliżu Atlantisa załoga zauważyła niewielki, czarny obiekt. Zdarzenie to spowodowało, że postanowiono jeszcze raz zbadać powłokę termiczną promu kosmicznego. W związku z powyższym oraz faktem, że w planowanym dniu lądowania (20 września 2006) w KSC zapowiadano złą pogodę, NASA podjęła decyzję o przedłużeniu misji o jeden dzień.
- 20 września 2006 dodatkowa kontrola powłoki termicznej wahadłowca nie wykazała żadnych uszkodzeń.
- 21 września 2006 o godzinie 09:14:23 UTC rozpoczęto deorbitację. O 10:21:30 UTC Atlantis wylądował na pasie 33 w Kennedy Space Center.